# Marcel Sobry
Marcel Louis Sobry, né le 7 novembre 1894 à Adinkerke et mort le 5 avril 1970 à Roulers, est un homme politique belge, membre du parti catholique dès 1936. 
Sobry fut candidat en sciences (Université catholique de Louvain, 1920), puis vétérinaire à l'école royale de médécine vétérinaire de Cureghem; membre du Boerenbond, de la Chambre Agricole provinciale (1936-), du Haut Conseil de l'Agriculture (1945-).
Il fut créé chevalier de l'ordre de la Couronne et de l'ordre de Léopold; Médaille de commémoration de la guerre 14-18; Médaille civique 1re classe.

## Fonctions et mandats
- Conseiller provincial de la province de Flandre-Occidentale : 1935-1936
- Sénateur : 
  - 1936-1965 : élu de l'arrondissement de Furnes-Dixmude-Ostende;

## Source
- Bio sur ODIS